# Slavoňov (Lukavice)
Slavoňov (německy Schützendorf) je součástí obce Lukavice v okrese Šumperk.

## Kulturní památky
V katastru obce jsou evidovány tyto kulturní památky:
- Boží muka – barokní sloupková boží muka z roku 1707